# Joseph Hickel

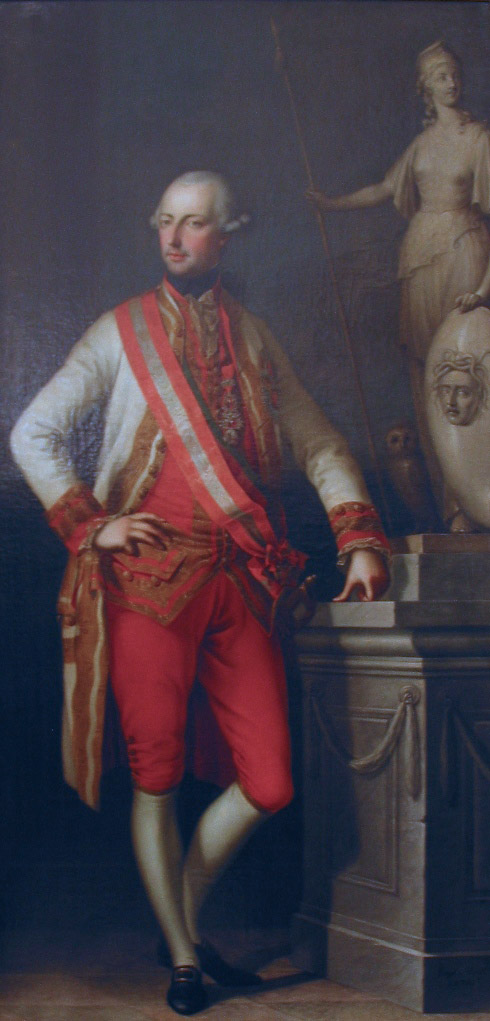
Ritratto dell'imperatore Giuseppe II d'Asburgo-Lorena di Joseph Hickel.

Joseph Hickel (Česká Lípa, 19 marzo 1736 – Vienna, 28 marzo 1807) è stato un pittore austriaco al servizio degli Asburgo.

## Biografia
Fu dapprima allievo del padre, un pittore di Böhmisch-Leipa forse identificabile con un certo Franz Hickel, che compare nel 1766 negli elenchi dell'Accademia di belle arti di Vienna. 

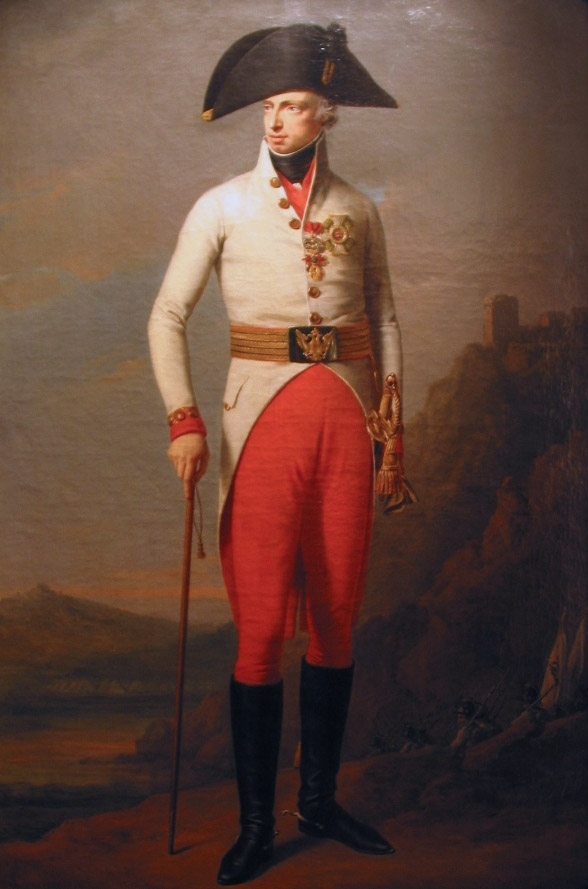
Ritratto dell'arciduca Carlo

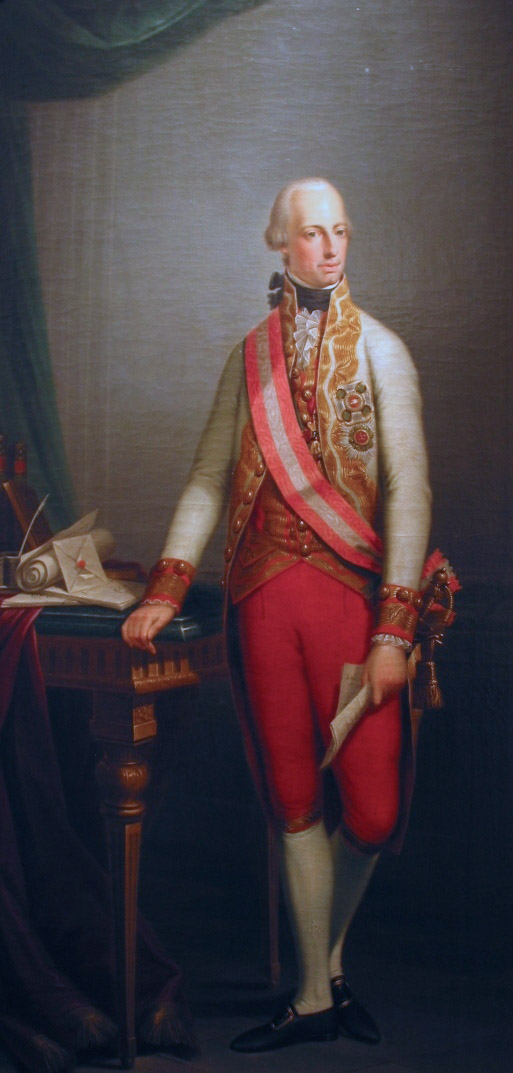
Ritratto dell'imperatore Francesco I d'Austria.

A 15 anni Joseph dipinse una pala d'altare per la chiesa della città di Hirschberg in Boemia.
Nel 1756 si trasferì a Vienna per continuare la sua formazione. Qui studiò all'Accademia di Vienna, dove si occupò in particolare di ritrattistica.
Per la sua bravura attirò l'attenzione dell'Imperatrice Maria Teresa, che lo mandò, a proprie spese, in viaggio di studio in Italia.
A Milano, Parma e Firenze realizzò molti ritratti di personalità di alto livello in nome della sua mecenate. 
A causa di invidia, venne calunniato e bandito dal tribunale di Vienna . 
Durante questo periodo Hickel approfittò per perfezionarsi nell'arte della ritrattistica e nel 1769 divenne membro dell'Accademia di belle arti di Firenze.
Tornato a Vienna, ricevette la commissione per un ritratto dell'imperatore Giuseppe II. 
Il risultato dovette aver incontrato la massima soddisfazione, da parte dell'Imperatore, poiché nel 1771 riceve la nomina di pittore della corte imperiale. 
Nel 1778 chiese, senza successo, di ricoprire la posizione di direttore dell'Accademia di Vienna. 
Come pittore di corte di Giuseppe II, realizzò un modello di ritratto dell'imperatore che ripeté in tutti i suoi dipinti a figura intera o a mezzo busto: la testa rivolta verso sinistra, gli occhi che guardano lo spettatore, una gamba o un braccio a riposo.
Questo tipo di rappresentazione divenne un segno distintivo di Hickel, mentre la posizione della testa divenne il modello ufficiale per l'immagine dell'imperatore Giuseppe II.
Hickel fu estremamente produttivo e lasciò oltre 3.000 dipinti, molti dei quali sono riprodotti in incisioni su rame. 
Il pittore dipinse almeno cinque volte l'imperatore Giuseppe II. 
Uno di questi ritratti è conservato al Museo di storia militare di Vienna di Vienna. 
Lo storico dell'arte suo contemporaneo, Gottfried John Dlabacz, scrive di lui: "Il suo pennello è potente ed energico con una velocità insolita, il suo colore brillante e forte, le sue immagini sono ingannevoli al massimo grado e i suoi ritratti, la maggior parte delle, volte danno l'impressione che le persone rappresentate siano reali".
La maggior parte dei dipinti di Joseph Hickel è oggi conservata in collezioni private. 
Pochi dipinti appartengono a collezioni pubbliche, come quelle di Vienna, Potsdam, Firenze, Stoccolma e Liechtenstein.
Un gran numero di suoi dipinti è conservato nelle collezioni della Reggia di Caserta.

## Opere
- Ritratto di Marie-Thérèse come imperatrice vedova . Olio su tela, dopo il 1765, 225 × 114  cm , Museo di storia militare di Vienna, Vienna.
- Ritratto dell'Imperatore Giuseppe II . 1776, olio su tela, 218 × 107  cm , Museo di storia militare di Vienna.
- Ritratto dell'Imperatore Francesco I d'Austria . Intorno al 1800, olio su tela, 217 × 106  cm , Museo di storia militare di Vienna.
- Ritratto dell'arciduca Carlo . Olio su tela, circa 1800, 214 × 125  cm , Museo di storia militare di Vienna.
- Ritratto dell'arciduchessa Marie Clementine , 1796, olio su tela, palazzo di Caserta .
- Ritratto di Johanna Sacco  (de) a Medea , 1786, olio su tela, Burgtheater , Vienna